# Sebastian Boetius

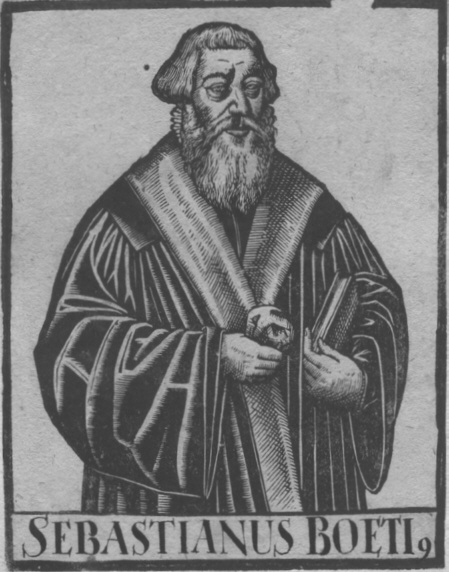
Sebastian Boetius

Sebastian Boetius (* 19. Januar 1515 in Guben; † 8. Juni 1573 in Halle (Saale)) war ein deutscher evangelisch-lutherischer Theologe.

## Leben
Als Sohn eines Bürgermeisters geboren, immatrikulierte er sich 1532 an der Universität Wittenberg, wo er bei Martin Luther und Philipp Melanchthon Vorlesungen hörte. Von Melanchthon 1536 als Rektor nach Eisenach empfohlen, ging er nach sieben Jahren abermals nach Wittenberg, um sein Theologiestudium voranzutreiben. 1544 ging er nach Mühlhausen, wo er seinen Schwiegervater Justus Menius als Pfarrer und Superintendenten ablöste. 
Nach der Annahme des Augsburger Interims durch die Stadt ging er als Diakon an die Marienkirche nach Halle (Saale) und löste Justus Jonas den Älteren nach dessen Flucht aus der Stadt als Superintendenten ab. 1552 gründete Boetius die Marienbibliothek. 1567 verließ er Halle, um in seine einstige Gemeinde nach Mühlhausen zurückzukehren. Schon im Jahr darauf ging er aber wieder nach Halle zurück, wo er bis zu seinem Tode blieb, ohne ein weiteres Amt zu bekleiden.
An seinem Totenbett vereinigte er die Hallenser Prediger und vermochte sie auf eine gemeinschaftliche Bekenntnisformel der „formula confessionis“ am 10. August 1573 zu vereinigen. Boetius galt als gelehriger und eifriger Theologe seiner Zeit, der in Mühlhausen maßgeblich das Schulsystem ausbaute, um das Analphabetentum zu bekämpfen. Dies setzte er in Halle fort und hatte dort besonders Kontakt zu Martin Chemnitz und den Wittenberger Theologen. Ihm wird auch nachgesagt, dass er den Erzbischof Sigismund zur lutherischen Lehre bekehrt habe.

## Werke
- Leichenpredigt auf den Erzbischof Sigismund. Mühlhausen 1566.
- Index Cinglianorum quorundam errorum in catechesi Wittebergensi ova cemprehnsorum adnotatus a ministris ecclesiae Halensis. 1571.